# Dél-Korea az 1948. évi téli olimpiai játékokon
Dél-Korea a svájci St. Moritzban megrendezett 1948. évi téli olimpiai játékok egyik részt vevő nemzete volt. Az országot az olimpián 1 sportágban 3 sportoló képviselte, akik érmet nem szereztek. Dél-Korea először vett részt az olimpiai játékokon.

## Gyorskorcsolya
| Versenyző      | Versenyszám | Eredmény | Helyezés |
| -------------- | ----------- | -------- | -------- |
| Cshö Jongdzsin | 500 m       | 45,7     | 21.*     |
| Cshö Jongdzsin | 1500 m      | 2:29,8   | 31.      |
| I Csongguk     | 1500 m      | 2:30,9   | 36.*     |
| I Csongguk     | 5000 m      | 9:36,7   | 38.      |
| I Hjocshang    | 500 m       | 45,9     | 23.*     |
| I Hjocshang    | 1500 m      | 2:23,3   | 19.      |
| I Hjocshang    | 5000 m      | 9:05,4   | 25.      |

* - egy másik versenyzővel azonos eredményt ért el